# Estigmenida robusta
Estigmenida robusta là một loài bọ cánh cứng trong họ Cerambycidae.